# 伞型束梗孔菌属
伞型束梗孔菌属（学名：Agaricostilbum）为伞型束梗孔菌科的一个属。

## 下属物种
- Agaricostilbum palmicola J. E. Wright